# Pedro del Castillo Ramírez

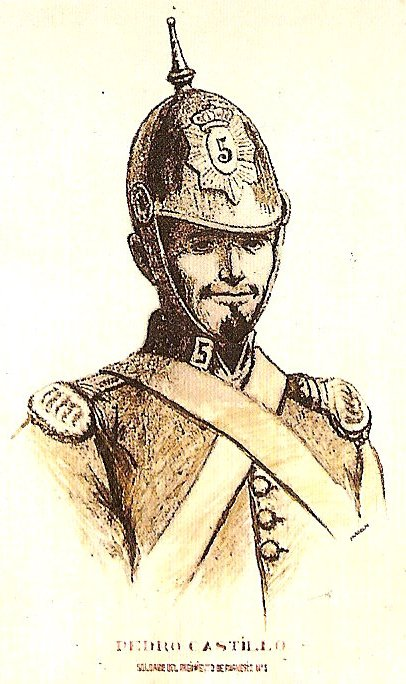
Pedro del Castillo Ramírez, Laureado del Regimiento Farnesio.

Pedro Castillo Ramírez (Villarrobledo, Albacete, 1834-1894), fue soldado en el Regimiento de Lanceros de Farnesio, 5.º de Caballería. En la actualidad Regimiento de Caballería de Reconocimiento “Farnesio” 12.

## Biografía
Pedro del Castillo Ramírez pertenecía al 2.º Escuadrón del Regimiento de Lanceros de Farnesio, 5.º de Caballería cuando tomó parte en la guerra de África de 1859-1860, donde se licenció con 31 años en 1865 recibiendo el título de 'don' e instalándose en Villarrobledo (Albacete), donde regentó un estanco.

## Hazaña
El 23 de enero de 1860, con su escuadrón cargó contra la caballería mora que asediaba al Batallón de Cazadores de Cantabria que, formado en cuadro, se defendía de sus acometidas en las inmediaciones del reducto La Estrella. El General O'Donnell dispuso que en su ayuda acudiese la Caballería disponible, que en ese momento eran los dos escuadrones de Farnesio, más una sección de Cazadores de Abuera y la Guardia Civil de la escolta del General. Su caballo cayó malherido. Castillo rodó por el suelo, pero al instante recobró la verticalidad y echó una ojeada alrededor. Cerca agonizaba su montura, y por todas partes sus compañeros alanceaban y se defendían de los golpes de los moros. En medio del delirio de la lucha, contempló admirado la bizarra figura de un jinete musulmán con la espingarda cruzada a la espalda y una bandera en la mano derecha. No lo dudó: esgrimió la lanza con rapidez y la clavó en el vientre del arrogante caballero hasta enrojecer con su sangre el amarillo de la banderola, y al instante le arrebató la enseña de la mano ya exánime. Terminada la batalla, entregó el estandarte capturado al brigadier Francisco Romero Palomeque, quien lo mostró a Leopoldo O'Donnell, y este decidió enviarlo a España como regalo para el príncipe de Asturias por su santo
Por aquella acción le fue concedida la Cruz Laureada de San Fernando por la reina Isabel II por Real Decreto e impuesta por el que fuera Capitán General de Andalucía el 18 de julio de 1860, en formación de tropa y bajo todos los honores militares.